# Kawasaki W650
Kawasaki W650 je retro motocykl kategorie nakedbike, vyvinutý firmou Kawasaki, vyráběný v letech 1999–2007. Nástupcem se v roce 2011 stal model Kawasaki W800.
Kawasaki W650 je motocykl retro stylu. Původní řada W z let 1967 až 1975 byla inspirována motocykly BSA A7. Dalším pokračovatelem řady byl model Kawasaki W650, který byl vyráběn v letech 1999 až 2007. Na rozdíl od W80 je místo vstřikování paliva vybaven karburátorem a má i nožní startér. Motor je vysokozdvihý řadový dvouválec s královskou hřídelí.

## Technické parametry
- Rám: dvojitý ocelový kolébkový
- Suchá hmotnost vozidla: 200 kg
- Pohotovostní hmotnost vozidla: 212 kg
- Maximální rychlost: 180 km/h
- Spotřeba paliva: l/100 km